# Lista de países da América do Sul por área
Abaixo está uma lista de todos os países da América do Sul segundo o the World Factbook
, na América do Sul A área geográfica total é de 17.732.850 km² ou 6.846.692 mi².

Mapa dos países da América do Sul

## Países
| Posição | País | Área (km²) | Área (mi²) | Notas |
| ------- | ---- | ---------- | ---------- | ----- |

| #     | País      | Área (km²) | Área (mi²) | Observações                                                    |
| ----- | --------- | ---------- | ---------- | -------------------------------------------------------------- |
| 1     | Brasil    | 8 515 767  | 3 287 956  | Maior país em área e população da América do Sul.              |
| 2     | Argentina | 2 780 400  | 1 073 518  | Maior país hispanofalante em área.                             |
| 3     | Peru      | 1 285 216  | 496 225    |                                                                |
| 4     | Colômbia  | 1 141 748  | 440 831    |                                                                |
| 5     | Bolívia   | 1 098 581  | 424 165    | Maior país sem litoral por área e população na América do Sul. |
| 6     | Venezuela | 1 075 945  | 415 641    | Inclui o território da Guiana Esequiba.                        |
| 7     | Chile     | 756 096    | 291 930    |                                                                |
| 8     | Paraguai  | 406 752    | 157 048    | Menor país sem litoral por área e população da América do Sul. |
| 9     | Equador   | 276 841    | 106 889    | País com maior densidade populacional na América do Sul.       |
| 10    | Guiana    | 214 969    | 83 000     |                                                                |
| 11    | Uruguai   | 176 215    | 68 037     | Menor país hispanofalante da América do Sul.                   |
| 12    | Suriname  | 163 820    | 63 251     | Menor país em área e população da América do Sul.              |
| Total | Total     | 17 732 850 | 6 846 692  |                                                                |

## Territórios Ultramarinos
Esses territórios, também localizados na América do Sul, não são nações soberanas, mas ex-colônias da Europa e países sob controle da França e do Reino Unido como Territórios ultramarinos.
| Posição | Território                                    | Área (km²) | Área (mi²) | Notas |
| ------- | --------------------------------------------- | ---------- | ---------- | --- |
| 1       | Guiana Francesa (França)                      | 83,534 km² | 32,253 mi² | Oficialmente chamada Guiana e considerada um departamento ultramarino e região da França , a Guiana Francesa é a maior região ultraperiférica da União Européia . |
| 2       | Ilhas Malvinas (ilhas Falkland) (Reino Unido) | 12,173 km² | 4,700 mi²  | em disputa com a Argentina |
|         | Total                                         | 95,707 km² | 36,953 mi² | |